# 黃信國
黃信國（1886年—1936年），台灣日治時期醫師，原籍嘉義。1909年畢業於台灣總督府醫學校，1910年遷至麻豆區頂街開業“德安診所”。曾任麻豆街協議會員（鎮民代表）、麻豆街信用組合理事（農會理事）、麻豆政治結社“丹心會”會長。昭和2年（1927年）9月，在台灣農民組合的中常委改選後被任命為財務部長，同年的12月4日，又在"農民組合第一次全島大會"後出任為中央委員長。因其疏財仗義投入運動，而被稱為“嘉南柴進”。昭和4年（1929年）4月，黃信國被控違反《治安維持法》及《台灣出版規則》，遭日本警察逮捕；同年12月，黃信國請辭台灣農民組合中央委員長。1934年，黃信國遷居嘉義市養病。1936年5月23日，黃信國病逝。1946年，因曾任台灣農民組合第一屆中央委員長事蹟昭著獲入祀桃園市忠烈祠。

## 外部連結
- 入祀桃園市忠烈祠烈士個人基本資料 （页面存档备份，存于）